# Гуцин (Лодзинське воєводство)
Гуцин (пол. Gucin) — село в Польщі, у гміні Бучек Ласького повіту Лодзинського воєводства.
Населення — 217 осіб (2011).
У 1975-1998 роках село належало до Серадзького воєводства.

## Демографія
Демографічна структура станом на 31 березня 2011 року:
|          | Загалом | Допрацездатний вік | Працездатний вік | Постпрацездатний вік |
| -------- | ------- | ------------------ | ---------------- | -------------------- |
| Чоловіки | 105     | 12                 | 77               | 16                   |
| Жінки    | 112     | 24                 | 51               | 37                   |
| Разом    | 217     | 36                 | 128              | 53                   |